# Ériseul
Ériseul est une ancienne commune française du département de la Haute-Marne en région Grand Est. Le village se situe dans l'ancienne région de Champagne-Ardenne. Ériseul est rattachée à la commune de Saint-Loup-sur-Aujon depuis 1972.

## Géographie
Eriseul est une commune rurale du département de la Haute-Marne située dans la région naturelle du Barrois.

### Localisation
|  | Giey-sur-Aujon   |                      |
|  | Eriseul          | Saint-Loup-sur-Aujon |
|  | Rouvres-sur-Aube |                      |

Communes les plus proches à vol d'oiseau:
- Saint-Loup-sur-Aujon; 400 m
- Courcelles-sur-Aujon; 1 km
- Giey-sur-Aujon; 1,8 km
- Rochetaillée; 3,8 km
- Ternat; 3,8 km

### Géologie et Relief
Le  relief autour d'Eriseul se caractérise par de nombreux vals et par la vallée creusée par l'Aujon (qui coule plus à Saint-Loup).

### Hydrographie
Le village n'est traversé par aucun cours d'eau.

### Paysage
Le paysage autour du village se caractérise par des hautes collines boisées en leur sommet. Les abords de l'Aujon sont des champs verts relativement plat. On peut observer beaucoup de bois autour du village.

## Urbanisme

### Morphologie urbaine
Eriseul s'organise autour d'une seule rue et ne possède pas d'église.

### Voie de communication et transport
Le village est traversé par la route départementale n°288 (D288). Celle-ci mène en un sens vers la route départementale n°6 (D6), et à Saint-Loup-sur-Aujon en un autre. La route communale n°3 (C3) mène quant-à-elle, de façon indirecte, à Arbot ou Rochetaillée.

## Toponymie
Le village est mentionné au XIIIe siècle sous le nom Arizoles puis Heriseule sur une carte de 1790.

## Histoire
Au XIIe siècle, il y avait un moulin et un four banaux qui appartenaient à l'Abbaye d'Auberive. Mais au XVe siècle, le hameau étant ruiné, l'abbé décide de ne pas reconstruire le four.
D'après l'ouvrage La Haute-Marne ancienne et moderne, écrit par Émile Jolibois, Ériseul possédait une église qui était annexe. Celle-ci était dédiée à Saint-Loup.
Le 1er août 1972, la commune d'Ériseul est rattachée à celle de Saint-Loup-sur-Aujon sous le régime de la fusion simple.

## Politique et administration
Voici les résultats de l'élection présidentielle de 2022 pour Saint-Loup-sur-Aujon.
| Candidat                    | % des voix | Voix |
| --------------------------- | ---------- | ---- |
| Emmanuel Macron (LREM)      | 27,91%     | 24   |
| Marine Le Pen (RN)          | 16,28%     | 14   |
| Jean-Luc Mélenchon (LFI)    | 18,60%     | 16   |
| Valérie Pécresse (LR)       | 6,98%      | 6    |
| Éric Zemmour (REC)          | 5,81%      | 5    |
| Yannick Jadot (EELV)        | 11,63%     | 10   |
| Jean Lassalle (RES)         | 2,33%      | 2    |
| Philippe Poutou (NPA)       | 0%         | 0    |
| Nathalie Arthaud (LO)       | 4,65%      | 4    |
| Anne Hidalgo (PS)           | 0%         | 0    |
| Fabien Roussel (PCF)        | 0%         | 0    |
| Nicolas Dupont-Aignan (DLF) | 4,65%      | 4    |

| Candidat               | % des voix | Voix |
| ---------------------- | ---------- | ---- |
| Emmanuel Macron (LREM) | 63,04%     | 58   |
| Marine Le Pen (RN)     | 36,96%     | 34   |

## Démographie
| 1800 | 1806 | 1821 | 1831 | 1836 | 1841 | 1846 | 1851 | 1856 |
| ---- | ---- | ---- | ---- | ---- | ---- | ---- | ---- | ---- |
| 125  | 124  | 135  | 143  | 138  | 134  | 131  | 136  | 118  |

| 1861 | 1866 | 1872 | 1881 | 1886 | 1891 | 1896 | 1901 | 1906 |
| ---- | ---- | ---- | ---- | ---- | ---- | ---- | ---- | ---- |
| 103  | 102  | 84   | 87   | 91   | 83   | 81   | 73   | 56   |

| 1911 | 1921 | 1926 | 1931 | 1936 | 1946 | 1954 | 1962 | 1968 |
| ---- | ---- | ---- | ---- | ---- | ---- | ---- | ---- | ---- |
| 49   | 47   | 33   | 28   | 39   | 35   | 54   | 37   | 33   |

## Culture locale et patrimoine

### Lieux et monuments
- Fontaine

## Photos du village

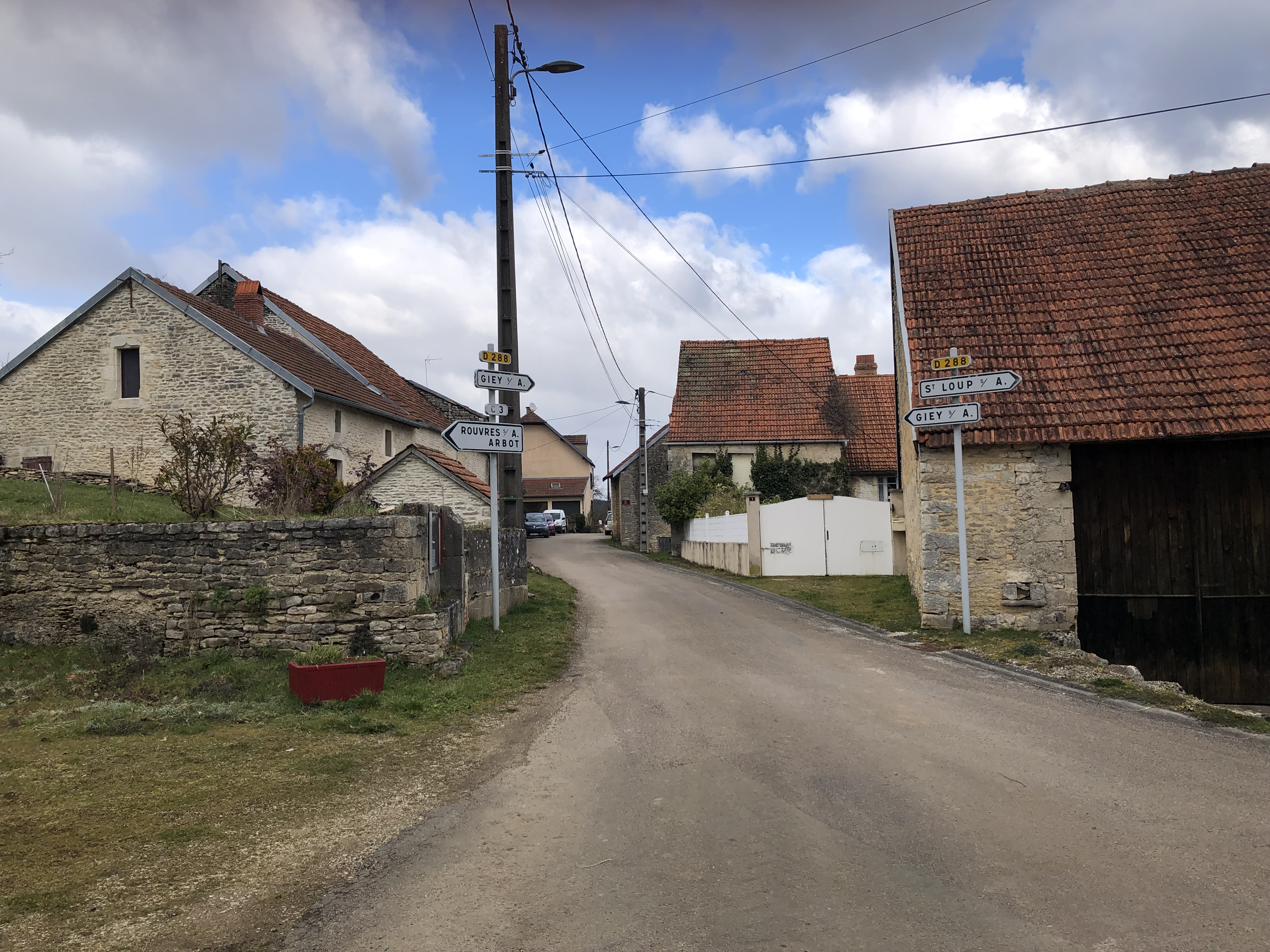
La Grand'Rue d'Eriseul
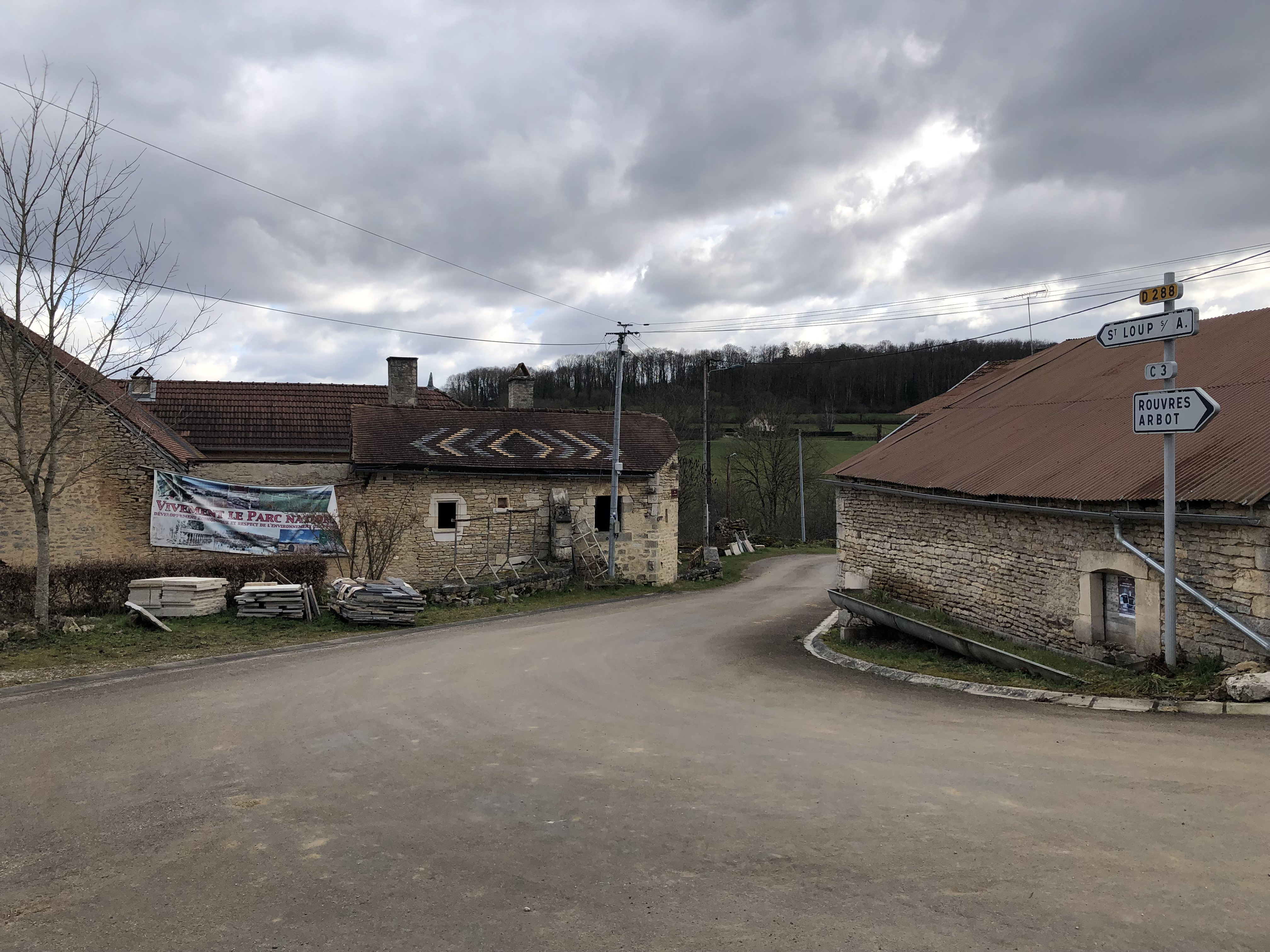
La Grand'Rue d'Eriseul direction Saint-Loup-sur-Aujon